# Арыстан, Ибатолла Дайырулы
Ибатолла Дайырулы Арыстан (каз. Ибатолла Дайырұлы Арыстан; 15 декабря 1939; Аксу, Степногорск, Карагандинская область, КазССР, СССР) — советский и казахский учёный, горный инженер, кандидат технических наук (1967), профессор. Академик международной Академии Информатизации.

## Биография
Родился 15 декабря 1939 года в поселке Аксу Акмолинской области.
В 1961 году окончил Карагандинский политехнический институт по специальности «горный инженер»;
С 1961 по 1965 годы — научный сотрудник Всесоюзного научно-исследовательского и проектно-конструкторского угольного института;
С 1965 по 1967 годы учился в аспирантуре Казахского государственного политехнического института, где защитил кандидатскую диссертацию;
С 1967 года по настоящее время — преподаватель, доцент, профессор кафедры «Разработка месторождений полезных ископаемых» Кар ГТУ;
С 2010 года — директор Горного института Карагандинского государственного технического университета;

## Научные, литературные труды
Автор 3 монографий, 4 учебников и 7 учебных пособий на государственном языке, 4 словарей технических терминов по отраслям промышленности, составленных на трех (русском, казахском, английском) языках, брошюр, 150 научных статей, 11 авторских свидетельств и двух патентов.
Труды специалиста в области подземной разработки полезных ископаемых посвящены разработке новых технологических схем и исследованию геомеханических процессов глубоких горизонтов рудных и угольных месторождений.

## Награды
- 2014 (14 декабря) — Указом президента РК награждён орденом «Парасат»;[1][2]
- Нагрудный знак «Отличник народного образования Казахской ССР»;
- Нагрудный знак МОН РК «Почётный работник образования Республики Казахстан»;
- Нагрудный знак МОН РК «За заслуги в развитии науки Республики Казахстан»;
- Медаль имени «Ыбырай Алтынсарин» МОН РК — за особые заслуги в области просвещения и педагогической науки;
- Указом президента РК награждён медалью «Ерен Еңбегі үшін» (За трудовое отличие);
- Медаль «Ветеран труда» СССР;